# Élections législatives de 1876 dans l'Allier
Les élections législatives de 1876 ont eu lieu les 20 février et 5 mars 1876.

## Députés élus
|   | Circonscription  | Député élu               |  | Groupe parlementaire |
| - | ---------------- | ------------------------ |  | -------------------- |
| 1 | Gannat           | Alfred Adrian            |  | Union républicaine   |
| 2 | La Palisse       | Victor André Cornil      |  | UR et GR             |
| 3 | 1re de Montluçon | Joseph Chantemille       |  | Union républicaine   |
| 4 | 2e de Montluçon  | Jean-Baptiste Defoulenay |  | Centre gauche        |
| 5 | 1re de Moulins   | Louis Laussedat          |  | Union républicaine   |
| 6 | 2e de Moulins    | Sosthène Patissier       |  | Centre gauche        |

## Résultats à l'échelle du département
| Partis                   | Partis                      | Premier tour | Premier tour | Sièges |
| Partis                   | Partis                      | Voix         | %            | Sièges |
| ------------------------ | --------------------------- | ------------ | ------------ | ------ |
|                          | Bonapartistes               | 22 266       | 29,56        | 0      |
|                          | Républicains modérés        | 17 506       | 23,24        | 2      |
|                          | Républicains conservateurs  | 15 431       | 20,48        | 2      |
|                          | Républicains radicaux       | 12 207       | 16,20        | 2      |
|                          | Légitimistes                | 5 781        | 7,67         | 0      |
|                          | Républicains intransigeants | 2 087        | 2,77         | 0      |
|                          | Divers                      | 54           | 0,07         | 0      |
|                          |                             |              |              |        |
| Inscrits / Participation | Inscrits / Participation    | 103 839      | 100,00       | 6      |
| Votants                  | Votants                     | 77 040       | 74,19        |        |
| Abstentions              | Abstentions                 | 26 799       | 25,81        |        |
| Blancs et nuls           | Blancs et nuls              | 1 762        | 2,22         |        |
| Exprimés                 | Exprimés                    | 75 332       | 97,78        |        |

## Résultats par arrondissement

### Arrondissement de Ganat
| Candidat       | Candidat        | Parti               | Premier tour | Premier tour |
| Candidat       | Candidat        | Parti               | Voix         | %            |
| -------------- | --------------- | ------------------- | ------------ | ------------ |
|                | Alfred Adrian   | Républicain radical | 7 734        | 50,77        |
|                | Joseph Bonneton | Bonapartiste        | 7 446        | 48,88        |
|                | Divers          | Divers              | 54           | 0,35         |
|                |                 |                     |              |              |
| Inscrits       | Inscrits        | Inscrits            | 19 957       | 100,00       |
| Votants        | Votants         | Votants             | 15 330       | 76,82        |
| Abstention     | Abstention      | Abstention          | 4 627        | 23,18        |
| Blancs et nuls | Blancs et nuls  | Blancs et nuls      | 96           | 0,63         |
| Exprimés       | Exprimés        | Exprimés            | 15 234       | 99,37        |

### Arrondissement de La Palisse
| Candidat       | Candidat                     | Parti                     | Premier tour | Premier tour |
| Candidat       | Candidat                     | Parti                     | Voix         | %            |
| -------------- | ---------------------------- | ------------------------- | ------------ | ------------ |
|                | Victor André Cornil          | Républicain modéré        | 9 194        | 53,98        |
|                | Gilbert Desmaroux de Gaulmin | Bonapartiste              | 5 754        | 33,77        |
|                | Georges Gallay               | Républicain intransigeant | 2 087        | 12,25        |
|                |                              |                           |              |              |
| Inscrits       | Inscrits                     | Inscrits                  | 21 935       | 100,00       |
| Votants        | Votants                      | Votants                   | 17 379       | 79,23        |
| Abstention     | Abstention                   | Abstention                | 4 556        | 20,77        |
| Blancs et nuls | Blancs et nuls               | Blancs et nuls            | 347          | 1,98         |
| Exprimés       | Exprimés                     | Exprimés                  | 17 035       | 98,02        |

### Arrondissement de Montluçon

#### 1recirconscription
| Candidat       | Candidat           | Parti               | Premier tour | Premier tour |
| Candidat       | Candidat           | Parti               | Voix         | %            |
| -------------- | ------------------ | ------------------- | ------------ | ------------ |
|                | Joseph Chantemille | Républicain radical | 8 312        | 64,8         |
|                | Édouard Fould      | Bonapartiste        | 4 516        | 35,2         |
|                |                    |                     |              |              |
| Inscrits       | Inscrits           | Inscrits            | 16 348       | 100,00       |
| Votants        | Votants            | Votants             | 12 926       | 79,07        |
| Abstention     | Abstention         | Abstention          | 4 020        | 20,93        |
| Blancs et nuls | Blancs et nuls     | Blancs et nuls      | 98           | 0,76         |
| Exprimés       | Exprimés           | Exprimés            | 12 828       | 99,24        |

#### 2ecirconscription
| Candidat       | Candidat                 | Parti                    | Premier tour | Premier tour |
| Candidat       | Candidat                 | Parti                    | Voix         | %            |
| -------------- | ------------------------ | ------------------------ | ------------ | ------------ |
|                | Jean-Baptiste Defoulenay | Républicain conservateur | 7 004        | 58,39        |
|                | Jacques Alexandre Duchet | Bonapartiste             | 4 991        | 41,61        |
|                |                          |                          |              |              |
| Inscrits       | Inscrits                 | Inscrits                 | 15 399       | 100,00       |
| Votants        | Votants                  | Votants                  | 12 063       | 78,34        |
| Abstention     | Abstention               | Abstention               | 3 336        | 21,66        |
| Blancs et nuls | Blancs et nuls           | Blancs et nuls           | 68           | 0,56         |
| Exprimés       | Exprimés                 | Exprimés                 | 11 995       | 99,44        |

### Arrondissement de Moulins

#### 1recirconscription
| Candidat       | Candidat         | Parti               | Premier tour | Premier tour |
| Candidat       | Candidat         | Parti               | Voix         | %            |
| -------------- | ---------------- | ------------------- | ------------ | ------------ |
|                | Louis Laussedat  | Républicain radical | 4 473        | 50,78        |
|                | Bayon            | Légitimiste         | 3 705        | 42,06        |
|                | Edmond Servatius | Bonapartiste        | 630          | 7,16         |
|                |                  |                     |              |              |
| Inscrits       | Inscrits         | Inscrits            | 11 947       | 100,00       |
| Votants        | Votants          | Votants             | 8 862        | 74,18        |
| Abstention     | Abstention       | Abstention          | 3 085        | 25,82        |
| Blancs et nuls | Blancs et nuls   | Blancs et nuls      | 53           | 0,61         |
| Exprimés       | Exprimés         | Exprimés            | 8 808        | 99,39        |

#### 2ecirconscription
| Candidat       | Candidat           | Parti                    | Premier tour | Premier tour |
| Candidat       | Candidat           | Parti                    | Voix         | %            |
| -------------- | ------------------ | ------------------------ | ------------ | ------------ |
|                | Sosthène Patissier | Républicain conservateur | 8 427        | 80,23        |
|                | Léon Riant         | Légitimiste              | 2 076        | 19,77        |
|                |                    |                          |              |              |
| Inscrits       | Inscrits           | Inscrits                 | 18 253       | 100,00       |
| Votants        | Votants            | Votants                  | 10 849       | 59,44        |
| Abstention     | Abstention         | Abstention               | 7 715        | 42,27        |
| Blancs et nuls | Blancs et nuls     | Blancs et nuls           | 346          | 3,19         |
| Exprimés       | Exprimés           | Exprimés                 | 10 503       | 96,81        |